# Élections européennes de 1999 au Danemark
Les élections européennes se sont déroulées le 10 juin 1999 au Danemark pour désigner les 16 députés européens au Parlement européen, pour la législature 1999-2004.

## Résultats
| Partis et coalitions | Partis et coalitions                          | Voix    | %     | Sièges | Groupe    |
| -------------------- | --------------------------------------------- | ------- | ----- | ------ | --------- |
|                      | Parti libéral                                 | 460,834 | 23.39 | 5      | ELDR      |
|                      | Social-démocratie                             | 324,256 | 16.46 | 3      | PSE       |
|                      | Mouvement de juin                             | 317,508 | 16.11 | 3      | EDD       |
|                      | Parti social-libéral danois                   | 180,089 | 9.14  | 1      | ELDR      |
|                      | Parti populaire conservateur                  | 166,884 | 8,47  | 1      | PPE       |
|                      | Mouvement populaire contre l'Union européenne | 143,709 | 7,29  | 1      | EDD       |
|                      | Parti populaire socialiste                    | 140,053 | 7,11  | 1      | Verts/ALE |
|                      | Parti populaire danois                        | 114,865 | 5,83  | 1      | GUE/NGL   |